# 小田多恵子
小田 多恵子（おだ たえこ、女性、1960年8月8日 - ）は、フジキャリアデザイン取締役。元フジテレビ総務局放送文化推進センター放送文化推進局長。元ニュースキャスター、ディレクター。神奈川県川崎市出身。趣味はスポーツ観戦、ゴルフ、お茶。

## 学歴
- 立教大学社会学部社会学科卒業

## 来歴・人物
- 1985年 フジテレビ入社、「スーパータイム」ディレクター[1]。
- 報道局取材センター社会部記者。
- 報道局ドキュメンタリー制作。
- 1995年 番組制作セクション。
- 1999年 広報局広報部スポーツ担当。
- 2003年 広報局広報部企業広報。
- 広報部広報調整部長
- 2008年広報室長。番組広報・宣伝の統括。
- 2012年 広報局長・広報室長[2]。
- 2013年6月27日、番組審議室・CSR推進室・適正業務推進室を集約して新設された放送文化推進局の局長に就任[3]。
- 2014年5月31日、CSR推進室長を兼務[4]。
- 2017年7月1日、現職[5]。
- 2020年8月31日、退職。
- 2020年9月1日、株式会社フジキャリアデザイン取締役として人材派遣部門、研修部門の責任者

## 過去の担当番組
| 期間          | 期間          | 番組名                                     | 役職       | 担当日 |
| ------------- | ------------- | ------------------------------------------ | ---------- | ------ |
| 1987年3月31日 | 1987年3月31日 | FNN報道特別番組『いい日旅立ち 涙の乗車券』 | キャスター | 火曜日 |
| 1988年4月2日  | 1990年9月30日 | FNNスーパータイム                          | キャスター | 休日   |
| 広報局時代    | 広報局時代    | 報道2001                                   | 広報       | 日曜日 |
| 広報局時代    | 広報局時代    | 週刊フジテレビ批評                         | 広報       | 土曜日 |

## 同期入社
- 永麻理
- 軽部真一
- 長野智子
- 三宅正治
- 松田朋恵